# Lepidochrysops nigeriae
Lepidochrysops nigeriae är en fjärilsart som beskrevs av Henry Stempffer 1957. Lepidochrysops nigeriae ingår i släktet Lepidochrysops och familjen juvelvingar. Inga underarter finns listade i Catalogue of Life.